# A kardok koronája
A kardok koronája Az Idő Kereke sorozat hetedik kötete, Robert Jordan amerikai író műve. 1996 májusában jelent meg. Egy prológust és 44 fejezetet tartalmaz, mindezt két könyvre bontva. Megjelent e-book formátumban is, ennek borítója képezte a későbbi magyar kiadás borítóját is, melyet Mélanie Delon alkotott, és amelyen Lan megmenti Nynaeve-et a vízbe fulladástól. 

## Cselekmény
|  | Alább a cselekmény részletei következnek! |

A prológus során Pedron Niallt, a Fény Gyermekeinek főúrkapitányát megöli egy merénylő, a megüresedett pozíció betöltésére pedig a merénylet kitervelője, Eamon Valda a legesélyesebb. Elaida híreket kap a lázadó aes sedaiokról és a közelmúlt eseményeiről. Bizakodó, mert jövendölő képességének hála ellenfelei bukását látja. 
Miután Rand al'Thor, az Újjászületett Sárkány visszatér a Dumai Kútjánál vívott ütközetből, azt tapasztalja, hogy Colavaere önmagát Cairhien királynőjének kiáltotta ki, ezért száműzi őt. Később összevész Perrinnel is az aiel tudós asszonyok által foglyul ejtett aes sedai-okkal kapcsolatosan és őt is száműzi - ám ez csak színjáték, azért, hogy Perrint és Berelaint feltűnés nélkül küldhesse Masema, a Sárkány önjelölt prófétájának nyomába.
Arra készül, hogy összecsapjon Sammaellel, a Kitaszítottal, aki éppen Illianben uralkodik, és a shaido aieleket felhasználva próbál zűrzavart kelteni. Eközben próbálja élvezni is az életet, oldalán Minnel. A cairhieni nemesek lázadást szítanak ellene, ezalatt megpróbálja teljesen átvenni az irányítást azon aes sedai-ok felett, akik hűségesküt tettek neki. A lázadások során történő összecsapásokban Padan Fain súlyosan megsebesíti őt. Az életét Cadsuane és az asha'manok mentik meg. Miután felépül, az asha'manok segítségével úgy dönt, egyszer és mindenkorra leszámol Sammaellel. Megtámadja Illiant, és összecsap a Kitaszítottal, méghozzá Shadar Logoth városában, ahol Mashadar segítségével legyőzi őt. Rand ezután magához veszi Illian királyságának koronáját, melyet attól fogva a Kardok Koronájának neveznek.
Egwene tudomást szerez Moghedien szökéséről. Ő és Siuan Sanche közben megpróbálják Elaida és a Fehér Torony ellen hangolni Salidar lázadó aes sedai-jait. Miközben maga köré gyűjti a fókuszálni képeseket, Egwene rátalál Lan Mandragoranra, akit elküld, hogy segítsen Nynaeve-nek. Rájön, hogy Myrelle Berengarihoz, a lázadók vezetőjéhez kötődik most már Moirane helyett Lan, mint Őrző, ezt kihasználva őt is vele küldi. Több aes sedai hűséget esküszik Egwene-nek.
A seanchanok elfoglalják Amadiciát, a zűrzavarban pedig Morgase királynő meg tud szökni a fehérköpenyektől. Ezalatt az altarai Ebou Dar városában Elayne, Nynaeve, Aviendha és Mat keresik a Viharok Tálját, hogy a Sötét Úr által a világra szabadított klímaváltozást megállítsák. Mat rájön, hogy Jaichim Carridin, a fehérköpeny vallató valójában árnybarát. Figyelmeztetni próbálja a többieket, de közben egy gholammal (aes sedai-ok meggyilkolására tervezett ősi, ritka és veszélyes bérgyilkossal) is meg kell küzdeniük, a Fekete Ajah mellett. Miközben megszerzik a Viharok Tálját és elmenekülnek, Mat hátramarad, pont akkor, amikor a seanchanok inváziót indítanak a város ellen.
|  | Itt a vége a cselekmény részletezésének! |

## Magyarul
- A kardok koronája; ford. Körmendi Ágnes; Beholder, Bp., 2002 (Az idő kereke sorozat)